# Combourg
Combourg je francouzská obec v departementu Ille-et-Vilaine v regionu Bretaň. V roce 2011 zde žilo 5 702 obyvatel. Je centrem kantonu Combourg.

## Vývoj počtu obyvatel
Počet obyvatel 